# 山本まなぶ
山本 まなぶ（やまもと まなぶ、1965年7月24日 - ）は、愛媛県出身の俳優。現在の所属事務所はエ・ネスト

## 出演

### 映画
- ミラーを拭く男（2004年）
- 幕末 渡世異聞月太郎流れ雲（2004年）

### テレビドラマ
- ママは女医さん （2004年）
- 土曜ワイド劇場 （テレビ朝日） 
  - 火災調査官・紅蓮次郎 第9作（2009年）
  - 事件 第16作（2015年）
- 相棒 season11 第2話「オークション」（2012年10月17日、テレビ朝日）- 日雇い労働者・ 相沢良明 役

### 舞台
- 暴れん坊将軍
- ある小倉日記伝
- 大奥
- おれの足音
- 川中美幸公演
- 腰抜け二刀流おやこ旅
- 伍代夏子 藤あや子新春特別公演（2016年）
- 佐賀のがばいばあちゃん
- ジンギスカン
- 杉良太郎公演 - 拝領妻始末
- ダブル
- 氷川きよし公演
- 左の腕
- へそ曲がり新左
- ベニスの商人
- 前川清公演
- 雪女